# Aeropuerto de Kangiqsujuaq
El Aeropuerto de Kangiqsujuaq (en inglés, Kangiqsujuaq (Wakeham Bay) Airport Airport) está ubicado a 0,7 MN (1.3 km; 0.81 mi) al sureste de Kangiqsujuaq, Quebec, Canadá.

## Aerolíneas y destinos
- Air Inuit
  - Ciudad de Quebec / Aeropuerto internacional Jean-Lesage de Quebec
  - Kuujjuaq / Aeropuerto de Kuujjuaq
  - Aupaluk / Aeropuerto de Aupaluk
  - Quaqtaq / Aeropuerto de Quaqtaq
  - Kangirsuk / Aeropuerto de Kangirsuk
  - Montreal / Aeropuerto Internacional de Montreal-Trudeau
  - Salluit / Aeropuerto de Salluit
  - Schefferville / Aeropuerto de Schefferville
  - Tasiujaq / Aeropuerto de Tasiujaq